# Рапід (Гідігіч, 2005)
«Рапід» (рум. Rapid Ghidighici) — молдавський футбольний клуб з Гідигіча. Існував у 2005—2008 роках.

## Історія
У сезоні 2005/06 посів 6 місце в дивізіоні «А», в наступному — друге місце і вийшов у Національний дивізіон; по ходу Чемпіонат Молдови з футболу 2007/2008 турніру знявся зі змагань. Влітку 2008 об'єднався з клубом «ЦСКА-Стяуа» під назвою «ЦСКА-Рапід».